# Scopula ambigua
Scopula ambigua är en fjärilsart som beskrevs av Louis Beethoven Prout 1935. Scopula ambigua ingår i släktet Scopula och familjen mätare. Inga underarter finns listade.